# Jack Nitzsche
Bernard Alfred "Jack" Nitzsche (Chicago, 22 de abril de 1937 - Hollywood, 25 de agosto de 2000) foi um compositor de trilhas sonoras para o cinema, chegando a ganhar um Oscar pela música "Up Where We Belong", do filme An Officer and a Gentleman. 
```
Saindo do 
cinema
, também ele fez outra participação na música "
Paint it, Black
" no piano na banda "
Rolling Stones
", em 
1966
.
```

Ele trabalhou com os cineastas tais como: William Friedkin, John Byrum e Sean Penn.